# Saint-Jeures
Saint-Jeures är en kommun i departementet Haute-Loire i regionen Auvergne-Rhône-Alpes i centrala Frankrike. Kommunen ligger i kantonen Tence som tillhör arrondissementet Yssingeaux. År 2022 hade Saint-Jeures 993 invånare.

## Befolkningsutveckling
Antalet invånare i kommunen Saint-Jeures
| Referens: INSEE |